# Klujber Katrin
Klujber Katrin (Dunaújváros, 1999. április 21.) Európa-bajnoki bronzérmes, junior világbajnok magyar válogatott kézilabdázó, a Ferencvárosi Torna Club jobbátlövője.

## Pályafutása

### Klubcsapatokban
Szülővárosában kezdte pályafutását is. A Dunaújvárosi Kohász színeiben 2015-ben mutatkozott be a magyar élvonalban, a klubbal a 2015–2016-os szezonban EHF-kupát nyert. 2018. december 10-én hivatalosan is bejelentették, hogy 2019 januárjától Klujber a Ferencvárosban folytatja pályafutását, ahol másfél plusz kétéves szerződést írt alá. A 2019–2020-as idény végén a HANDBALL-PLANET internetes szakportál szavazásán a szezon legjobb fiatal játékosának választották. 2021 márciusában két évvel meghosszabbította a szerződését. A 2020–2021-es szezonban bajnoki címet szerzett a csapattal.
A 2022–2023-as szezonban 114 gólt szerzett a Bajnokok Ligájában, amivel csapata legeredményesebbjeként a negyedik helyen zárt a góllövőlistán. Ebben az idényben egészen a döntőig jutottak, és végül ezüstérmet szereztek. 2024-ben újabb magyar bajnoki címet szerzett és emellett 188 góljával gólkirály is lett. Az év végén második alkalommal is megválasztották az év kézilabdázójának.

### A válogatottban
A 2017-es junior-világbajnokságon negyedik helyen végzett a magyar csapattal, amelyben negyven gólt szerzett és bekerült a torna All-Star csapatába is. A magyar válogatott keretébe 2017. februárjában hívta meg először Kim Rasmussen, majd a Koszovó és Fehéroroszország elleni Európa-bajnoki-selejtezőkre is a keret tagja volt. Részt vett a hazai rendezésű 2018-as junior női kézilabda-világbajnokságon, amelyen a magyar válogatott csapatával aranyérmet szerzett.
A magyar felnőtt válogatottban 2019. március 24-én mutatkozott be egy Japán elleni felkészülési mérkőzésen. Tagja volt a 2019-es világbajnokságra utazó 18 fős keretnek. Részt vett a 2020-as Európa-bajnokságon is. Tagja volt a 2021 nyarán megrendezett tokiói olimpián szereplő válogatottnak. A 2024-es párizsi olimpián a 6. helyen végző magyar válogatott legeredményesebb játékosa volt, és beválasztották az All Star-csapatba is. A decemberi Európa-bajnokságon a magyar válogatott 12 év után újból bronzérmet szerzett a kontinenstornán, amelynek ő is tagja volt. Klujber 60 góljával a kontinenstorna legeredményesebbjének járó gólkirálynői címet is elnyerte, és bekerült a torna All-Star csapatába is. Ő lett az Európa-bajnokságok harmadik magyar gólkirálynóje Farkas Ágnes (1994, 2002) valamint Radulovics Bojana (2004) után.

## Sikerei, díjai

### Klubcsapatokban
Dunaújvárosi Kohász
- EHF-kupa-győztes: 2016

 Ferencvárosi TC
- Bajnokok Ligája döntős: 2023
- Magyar bajnok: 2021, 2024
- Magyar Kupa-győztes: 2022, 2023,[20] 2024, 2025

### Egyéni elismerései
- A 2017-es junior-világbajnokság All-Star csapatának tagja
- 2016-ban az év utánpótlás játékosa Magyarországon
- A 2019–2020-as idény legjobb fiatal játékosa a HANDBALL-PLANET szavazásán[21]
- Az év magyar kézilabdázója: 2022,[22] 2024[8]
- Magyar bajnokság gólkirálya: 2024
- A 2024-es olimpia All Star csapatának jobbátlövője.[17]
- A 2024-es Európa-bajnokság All Star csapatának jobbátlövője és 60 góllal a legeredményesebb játékosa.[23][24]